# 迦太基湖 (伊利諾伊州)
迦太基湖（英語：Carthage Lake）是位於美國伊利諾伊州亨德森縣的一個非建制地區。該地的面積和人口皆未知。

## 地理
迦太基湖的座標為40°47′26″N 91°04′32″W / 40.79056°N 91.07556°W，而該地的平均海拔高度為159米（即522英尺）。